# Borej
Borej (starogrško Βορέας, latinizirano: Boréas; tudi Βορρᾶς, Borrhâs) je bil grški bog mrzlega severnega vetra, neviht in zime. 
Čeprav so Boreja običajno šteli za severni veter, sta rimska pisca Avl Gelij in Plinij starejši Boreja štela za severovzhodni veter. To pomeni, da sta ga izenačila z rimskim bogom Akvilom ali Sepentrijem. Borej je upodobljen kot zelo močan  in temu primerno nasilen bog. Pogosto so ga prikazovali kot krilatega starca ali včasih kot mladeniča s skuštranimi lasmi in brado, ki v rokah drži školjko in nosi valovit plašč. Borejev najbolj znan mit je njegova ugrabitev atenske princese Oreitije.

## Opis
Borej, tako kot vsi drugi grški bogovi vetrov, je bil sin boginje zore Eos in njenega moža Astreja, manjšega zvezdnega boga. Bil je brat preostalih Anemov (bogov vetra), petih zvezdnih bogov in boginje pravičnosti Astreje. 
Borej je bil tesno povezan s konji, nevihtami in zimo. Potem ko je prevzel obliko žrebca, naj bi kobilam kralja Dardanije Erihtonija zaplodil dvanajst žrebet. Žrebeta so lahko tekla čez žitno polje, ne da bi poteptala žito.  Plinij starejši (Naravoslovje IV.35 in VIII.67) je menil, da je kobile, obrnjene z zadkom proti severu, morda zaplodil severni veter in ne žrebec. Grki so verjeli, da je bil njegov dom v Trakiji. Herodot in Plinij opisujeta severno deželo, znano kot Hiperboreja, kot deželo  "onkraj severnega vetra", kjer so ljudje živeli izredno dolgo in v popolni. 
Borej naj bi zaplodil tri velikanske hiperborejske Apolonove svečenike. Pavzanij je zapisal, da je imel namesto stopal kače, vendar so ga v umetnosti običajno upodabljali s človeškimi nogami in  krili. V starodavni umetnosti je običajno upodobljen kot bradat starejši moški.

## Mitologija

### Oritija
Borej naj bi Ilisu ugrabil  atensko princeso Oritijo. Princeso je sprva prosil za naklonjenost v upanju, da jo bo dobil, ko mu to ni uspelo, pa je pokazal svoj pravi značaj in jo ugrabil, ko je plesala na bregovih Ilisa. Zavil jo je v oblak in jo posilil. Rodila je dva Borejeva sinova, Boreada Zeta in Kalaida, ki sta bila Argonavta in člana posadke Arga. Rodila je tudi hčerki Hiono, boginjo snega, in Kleopatro. 
Od takrat naprej so Atenci v Boreju videli svojega sorodnika po zakonu. Ko je Atenam grozil perzijski kralj Kserks, so ljudje molili k Boreju, ki jih je uslišal in z  vetrovi potopili 400 perzijskih ladij. Leta 480 pr. n. št. je bil v Atenah ustanovljen kult v zahvalo Boreju za uničenje bližajoče se perzijske flote. Podoben dogodek se je zgodil tudi dvanajst let prej, o katerem Herodot piše:
"Zdaj ne morem reči, ali je res zato Perzijce na sidrišču ujel nevihtni veter, vendar so Atenci povsem prepričani, da je bil Borej odgovoren za to, kar se je zgodilo tudi ob tej priložnosti, tako kot jim je pomagal prej. In ko so [Perzijci] odšli domov, so [Atenci] bogu zgradili svetišče ob reki Ilis."
Opisana sta še dva druga primera, ko so se grške države zahvaljevale Boreju: v Megalopolisu v vojni proti Lakoniji  in v Turiju v vojni proti Sirakuzam. V zadnjem primeru je Borej dobil državljanstvo in kos zemlja.
Ugrabitev Oritije je bila v Atenah priljubljena tema pred perzijsko vojno in po njej in bila pogosto upodobljena na poslikanih vazah. Na teh slikah je bil Boreas upodobljen kot bradat moški v tuniki, z bujnimi lasmi, včasih tudi zamrznjenimi. Ugrabitev je bila dramatizirana tudi v izgubljeni Ajshilovi drami Oritija. 

### Druge ljubezenske afere
V nekaterih različicah Hijacintove zgodbe je Borej zamenjal svojega brata Zefirja kot boga vetra, ki je nosil enostransko ljubezen za lepega špartanskega princa, ki je imel Apolona raje kot njega. 
V drugih pripovedih je bil Borej z drugo materjo oče Buta in ljubimec nimfe Pitis. V eni od zgodb sta se Pan in Borej borila za nimfino naklonjenost in jo poskušala prisiliti k izbiri med njima. Da bi naredil vtis nanjo, je Borej s svojo močjo izruval vsa drevesa, Pan pa se je samo nasmehnil in Pitis je izbrala njega. Jezni Borej je nimfo zasledoval in jo vrgel s pečine, da se je ubila. Gaji se je nimfa zasmilila in je njeno truplo spremenila v bor.
Med potovanjem Arga sta Argonavta Zet in Kalais, Borejeva sinova, opisala Apolona kot "najinega ljubljenega očeta", kar morda namiguje na romantično zvezo med bogovoma.
Trojanski kralj Erihtonij je posedoval tri tisoč kobil. Borej se je zaljubil v dve kobili, ki sta se pasli na travniku, in prevzel podobo temnogrivega žrebca, da bi se paril z njima. Zaplodil je kar dvanajst žrebičkov. Po mnenju angleškega leksikografa Williama Smitha je njegovo dejanje pomenilo "zgolj figurativen način izražanja izjemne hitrosti teh konj".

### Druga izročila
Borej je oseba v pripovedki o nastanku ciprese. Mit pravi, da je Borej v čast svoji pokojni hčerki Ciparisiji zasadil novo drevo, cipreso.
Ko je bila boginja Leto noseča z Artemido in Apolonom, je Zevs ukazal Boreju, naj jo pripelje k Pozejdonu, on pa jo je odpeljal na otok Ogigija, kjer je rodila dvojčka, tako kot Zevsova žena Hera. Zevs je  ukazal vsem krajem in deželam, naj se izogibajo Leti.
V Ezopovi basni sta se Borej in njegov stric, bog sonca Helij, prepirala, kateri od njiju je močnejši. Dogovorila sta se, da bo zmagovalec tisti, ki bo mimoidočega popotnika uspel prepričati, da sleče svoj plašč. Borej je prvi poskusil srečo, a naj je še tako pihal, popotnik se je še bolj zavijal v plašč. Helij kot drugi je močno zasijal in mimoidoči se je takoj slekel, kar je Heliju prineslo zmago. Morala zgodbe je, da je prepričevanje boljše od sile.
Po Pavzaniju je Borej blagoslovil Museja Atenskega z darom letenja.
Ko je Sirij, zvezda v ozvezdju Veliki pes, začel goreti, ko ni mogel imeti svoje ljubljene boginje Opore, povezane z žetvijo, se je Borej spopadel z močno vročino tako, da je svojim sinovom naročil, naj Oporo pripeljejo Siriju, medtem pa je on ohladil Zemljo s pišem mrzlega vetra

## Akvilo (Septentrij)
Rimski ekvivalent Boreja je bil Akvilo. Ta severni in rahlo vzhodni veter je bil povezan z zimo.   
Veter, ki je pihal natančno s severa, so Rimljani včasih imenovali Septentrij. Ime se nanaša na sedem (septem) zvezd ozvezdja Veliki voz.